# Tephrina scotosiaria
Tephrina scotosiaria là một loài bướm đêm trong họ Geometridae.